# Іріт Лінур
Іріт Лінур (івр. עירית לינוּר, нар. 1961) — ізраїльська письменниця.

## Біографія
Іріт Лінур була одружена з Алоном Бен-Давідом (івр. אלון בן דוד), старшим військовим кореспондентом Десятого каналу і кореспондентом із Близького Сходу журналу Jane's Defence Weekly (JDW).

## Літературна кар'єра
Лінур почала свою письменницьку кар'єру як сатирична колумністка у місцевих газетах. Її перший повноцінний роман називався «Пісня сирени» (івр. שירת הסירנה), це була популярна романтична комедія на тлі атак ракетами «Скад» на Тель-Авів під час війни в Перській затоці 1991 року. У 1994 році книгу адаптували в повнометражний фільм (режисер Ейтан Фокс). Назва посилається на сирени повітряної тривоги, які звучали майже кожну ніч протягом шести тижнів війни. Це історія про наполегливу професійну жінку, яка переживає емоційний зростання і романтику. У той же час книга критикує Тель-Авів через його поверхневий спосіб життяб
Другий роман Лінур, «Дві білосніжки» (івр. שתי שלגיות), розповідає про фотографа, яка виявляється втяненою в убивство. «Шевчиха» (הסנדלרית), її третій роман, зображує гламурне життя ЗМІ. Її четвертий роман, «Дівчата Браун» (івр. בנות בראון), було адаптовано як популярний мінітелесеріал. Лінур також опублікувала книгу гумористичних нарисів «Таємна блондинка» (івр. הבלונדינית הסודית).
Лінур була співведучою на радіо-шоу «Останнє слово» на армійському радіо Галей Цахаль. Концепція шоу передбачала обвговорення поточних подій між лібералом та консерватором, і Лінур представляла ліберальну точку зору. Однак, в останні роки вона висловлювала думки, ворожі ліберальним групам і особам в Ізраїлі. 2002 року вона закликала до бойкоту газети Гаарец, доки там не звільнять «лівих» журналістів Аміру Гас (івр. עמירה הָס) та Ґідеона Леві (івр. גדעון לוי).